# (10579) Diluca
(10579) Diluca es un asteroide perteneciente al cinturón de asteroides, descubierto el 20 de julio de 1995 por el Equipo del Observatorio de San Vittore desde el propio observatorio, en Italia.

## Designación y nombre
Fue designado inicialmente como 1995 OE.
Más adelante, en 1999 fue nombrado por Roberto Di Luca (n. 1959), quien es observador aficionado de ocultaciones lunares y de asteroides, es director de red en el Observatorio Astronómico de la Universidad de Bolonia. Como miembro de la Associazione Astrofili Bolognesi, colabora a menudo con el grupo del Osservatorio San Vittore de Bolonia.

## Características orbitales
Diluca orbita a una distancia media del Sol de 3,066 ua, pudiendo acercarse hasta 2,889 ua y alejarse hasta 3,243 ua. Tiene una excentricidad de 0,058 y una inclinación orbital de 8,909° grados. Emplea en completar una órbita alrededor del Sol 1960,67 días.
Pertenece a la familia de asteroides de (221) Eos.
Los próximos acercamientos a la órbita de Júpiter ocurrirán el 22 de junio de 2033, el 10 de julio de 2082 y el 22 de enero de 2092.

## Características físicas
Su magnitud absoluta es 12,58. Tiene un diámetro de 11,772 km y su albedo geométrico es de 0,109.